# Dibrachichthys melanurus
Dibrachichthys melanurus är en fiskart som beskrevs av Pietsch, Johnson och Arnold 2009. Dibrachichthys melanurus ingår i släktet Dibrachichthys och familjen Tetrabrachiidae. Inga underarter finns listade i Catalogue of Life.